# 美尾敦
美尾 敦（みお あつし、1983年1月26日 - ）は、神奈川県横浜市出身の元サッカー選手、サッカー指導者。ポジションはミッドフィールダー（MF）。

## 来歴
1年間在籍したヴァンフォーレ甲府時代は高卒新人ながらリーグ戦33試合に出場しており、当時まだJ2の弱小チームだった甲府を支えた。
2002年に京都パープルサンガに期限付き移籍、翌年完全移籍。京都に移籍してから2年半はほとんど出場機会がなかったが、2004年シーズン途中に柱谷幸一監督が就任すると一変。柱谷の初采配となった大宮戦で崔龍洙の決勝点をアシスト。続く鳥栖戦ではスコアレスで試合が進む中、終了間際に立て続けに2得点を決め、チームを勝利に導いた。この2試合は途中出場であった。ポジションの重なる松井大輔がオリンピック代表選出や海外移籍のためスタメンの座も手に入れた。また、この時期に京都に移籍した三上卓哉との左サイドでの連携も京都の武器となった。2006年シーズンはJ1初得点も記録したが、控えに回ることが多かった。そして2008年に7季ぶりに甲府へ復帰したものの、2009年から出場機会が半減、シーズン終了後に戦力外通告を受け、退団。
2010年から当時JFL所属のガイナーレ鳥取に加入。同年の公式戦は全試合先発出場、リーグ戦では7得点を挙げチームのリーグ優勝に貢献した。2011年は鳥取のキャプテンを務めた。同年7月のJ2第21節・ザスパ草津戦で自身プロ入り後初、チームJ2参入後初のハットトリックを達成した。2012年はリーグ戦全試合先発出場したが、シーズン終了後に契約非更新で鳥取を退団。
2013年、FC岐阜に移籍。2014年限りで現役を引退｡
2015年、京都サンガF.C.の育成普及部コーチに就任した。

## エピソード
- 明石家さんまを髣髴とさせるほどのかなりの「出っ歯」。本人も「歯」を強調したコミカルなポーズを京都の公式サイトの写真で披露したりしている。また、京都の応援番組である「サンガ@LOVE」（KBS京都）に出演した際、自身の「宝物」を披露するコーナーで、寄せ書きのメッセージが多数書かれたユニフォームを持参したが、その中のメッセージには「さんまを越えろ!」というメッセージが大きな文字で書かれていた。
- 「サッカーを楽しむ」をモットーにしており、インタビュー等でしばしば口にする。
- 小原章吾とは神奈川県立岡津高校の同期生である。また、鳥取に在籍経験がある増本浩平は、ベルマーレユース時代の同期生である。

## 所属クラブ
- 1992年 - 1994年 原FC
- 1995年 - 1997年 ベルマーレ平塚ジュニアユース（横浜市立原中学校）
- 1998年 - 2000年 湘南ベルマーレユース（神奈川県立岡津高等学校）
- 2001年 - 2002年  ヴァンフォーレ甲府
  - 2002年  京都パープルサンガ (期限付き移籍)
- 2003年 - 2007年  京都パープルサンガ/京都サンガF.C.
- 2008年 - 2009年  ヴァンフォーレ甲府
- 2010年 - 2012年  ガイナーレ鳥取
- 2013年 - 2014年  FC岐阜

## 個人成績
| 国内大会個人成績 | 国内大会個人成績 | 国内大会個人成績 | 国内大会個人成績 | 国内大会個人成績 | 国内大会個人成績 | 国内大会個人成績 | 国内大会個人成績 | 国内大会個人成績 | 国内大会個人成績 | 国内大会個人成績 | 国内大会個人成績 |
| 年度             | クラブ           | 背番号           | リーグ           | リーグ戦         | リーグ戦         | リーグ杯         | リーグ杯         | オープン杯       | オープン杯       | 期間通算         | 期間通算         |
| 年度             | クラブ           | 背番号           | リーグ           | 出場             | 得点             | 出場             | 得点             | 出場             | 得点             | 出場             | 得点             |
| 日本             | 日本             | 日本             | 日本             | リーグ戦         | リーグ戦         | リーグ杯         | リーグ杯         | 天皇杯           | 天皇杯           | 期間通算         | 期間通算         |
| ---------------- | ---------------- | ---------------- | ---------------- | ---------------- | ---------------- | ---------------- | ---------------- | ---------------- | ---------------- | ---------------- | ---------------- |
| 2001             | 甲府             | 13               | J2               | 33               | 2                | 0                | 0                | 2                | 0                | 35               | 2                |
| 2002             | 京都             | 13               | J1               | 0                | 0                | 1                | 0                | 0                | 0                | 1                | 0                |
| 2003             | 京都             | 13               | J1               | 2                | 0                | 1                | 0                | 0                | 0                | 3                | 0                |
| 2004             | 京都             | 19               | J2               | 28               | 6                | -                | -                | 2                | 1                | 30               | 7                |
| 2005             | 京都             | 8                | J2               | 39               | 3                | -                | -                | 2                | 0                | 41               | 3                |
| 2006             | 京都             | 8                | J1               | 20               | 1                | 2                | 0                | 0                | 0                | 22               | 1                |
| 2007             | 京都             | 8                | J2               | 5                | 0                | -                | -                | 1                | 0                | 6                | 0                |
| 2008             | 甲府             | 25               | J2               | 32               | 1                | -                | -                | 2                | 0                | 34               | 1                |
| 2009             | 甲府             | 8                | J2               | 20               | 0                | -                | -                | 1                | 0                | 21               | 0                |
| 2010             | 鳥取             | 13               | JFL              | 34               | 7                | -                | -                | 1                | 1                | 35               | 8                |
| 2011             | 鳥取             | 13               | J2               | 26               | 5                | -                | -                | 1                | 0                | 27               | 5                |
| 2012             | 鳥取             | 8                | J2               | 42               | 4                | -                | -                | 2                | 1                | 44               | 5                |
| 2013             | 岐阜             | 10               | J2               | 40               | 0                | -                | -                | 1                | 0                | 41               | 0                |
| 2014             | 岐阜             | 10               | J2               | 10               | 0                | -                | -                | 0                | 0                | 10               | 0                |
| 通算             | 日本             | 日本             | J1               | 22               | 1                | 4                | 0                | 0                | 0                | 26               | 1                |
| 通算             | 日本             | 日本             | J2               | 275              | 21               | 0                | 0                | 14               | 2                | 289              | 23               |
| 通算             | 日本             | 日本             | JFL              | 34               | 7                | -                | -                | 1                | 1                | 35               | 8                |
| 総通算           | 総通算           | 総通算           | 総通算           | 331              | 29               | 4                | 0                | 15               | 3                | 350              | 32               |

## 代表歴
- 2001年：U-18日本代表
- 2002年：U-19日本代表候補

## 個人タイトル
- 2010年　第12回日本フットボールリーグ ベストイレブン

## 指導歴
- 2015年 - 京都サンガF.C.育成普及部コーチ

## 関連情報

### テレビ・ラジオ番組
- 2010年7月 - 2012年：FM鳥取 ガイナーレ鳥取 Weekly Information (メインパーソナリティ)